# Luis Fernando de Sayn-Wittgenstein-Berleburg
El Príncipe Ludwig Ferdinand Paul Franz Stanislaus Ulrich Otto Ludolf zu Sayn-Wittgenstein-Berleburg (4 de abril de 1910 - 22 de noviembre de 1943) fue un coronel (Oberst) altamente condecorado en la Wehrmacht durante la II Guerra Mundial. También fue condecorado con la Cruz de Caballero de la Cruz de Hierro. Esta condecoración era concedida para reconocer extrema valentía en batalla o un liderazgo militar con suceso. El Príncipe Ludwig Ferdinand von Sayn-Wittgenstein-Berleburg murió en batalla el 22 de noviembre de 1943 cerca de Zhytomyr, Ucrania. Póstumamente fue condecorado con la Cruz de Caballero el 20 de enero de 1944 y también fue promovido Oberst.

## Primeros años
Ludwig era el hijo del Príncipe Ricardo, 4º Príncipe de Sayn-Wittgenstein-Berleburg, y de la Princesa Magdalena de Löwenstein-Wertheim-Freudenberg. Tenía dos hermanos mayores, Gustavo Alberto que también murió en combate en 1944, y Cristián Enrique que murió en 1983. El hijo de Gustavo, Ricardo, se casó con la Princesa Benedicta de Dinamarca, hermana de la reina Margarita II y de la antigua reina Ana María de Grecia.

## Vida personal
Ludwig Ferdinand se casó en 1935 con la Princesa Friederike Juliane de Salm-Horstmar, hija del Príncipe Otto II de Salm-Horstmar (1867-1941) y de la Condesa Rosa de Solms-Baruth (1884-1945). Tuvieron cinco hijos: 
- Marita, Princesa de Sayn-Wittgenstein-Berleburg (1936-2000), casada con el Conde Ulrich Wolf Adolf Grote (n. 1940); con descendencia.
- Otto-Ludwig, Príncipe de Sayn-Wittgenstein-Berleburg (n. 1938), casado con la Baronesa Anette von Cramm (n. 1944); con descendencia.
- Johann-Stanislaus, Príncipe de Sayn-Wittgenstein-Berleburg (n. 1939), casado con Almut Leonhards (n. 1943); con descendencia.
- Ludwig-Ferdinand, Príncipe de Sayn-Wittgenstein-Berleburg (n. 1942), casado con la Condesa Yvonne Wachtmeister af Johannishus (n. 1951); con descendencia.
- Ulrike-Christine, Princesa de Sayn-Wittgenstein-Berleburg (1944-2021), casada con Hano von Wulffen (n. 1940); con descendencia.

Sus descendientes incluyen a los hijos de Ludwig-Ferdinand: la Princesa Ana de Baviera y el Príncipe August Fredrik zu Sayn-Wittgenstein-Berleburg.

## Condecoraciones
- Cruz de Hierro (1939)
  - 2ª Clase (20 de mayo de 1940)
  - 1ª Clase (10 de junio de 1940)
- Medalla del Frente Oriental
- Cruz Alemana en Oro (15 de diciembre de 1941)
- Cruz de Caballero de la Cruz de Hierro el 20 de enero de 1944 como Oberstleutnant y comandante del Kavallerie-Regiment Süd[1]